# Miss Universo 2012
Miss Universo 2012 è stata la sessantunesima edizione di Miss Universo che si è tenuta il 19 dicembre 2012 presso il PH Live di Las Vegas, Nevada negli Stati Uniti d'America. Leila Lopes dell'Angola ha incoronato la vincitrice Olivia Culpo degli Stati Uniti d'America alla fine della manifestazione.
La competizione preliminare e quella dei costumi nazionali sono state trasmesse sul sito ufficiale di Miss Universo e su Xbox Live. Shamcey Supsup, quarta classificata a Miss Universo 2011, ha presentato i contenuti ufficiali sul web. La finale è stata presentata da Andy Cohen e Giuliana Rancic. I Train sono stati ospiti della serata, suonando durante la competizione in abito da sera.

## Programma dell'evento
- 2-4 dicembre 2012: Arrivo delle concorrenti.
- 6 dicembre 2012: Evento di Benvenuto.
- 8 dicembre 2012: Inizio delle prove.
- 13 dicembre 2012: Competizione preliminare.
- 14 dicembre 2012: Concorso e mostra dei costumi nazionali e di fantasia.
- 19 dicembre 2012: Gran finale di Miss Universo 2012.
- 20-23 dicembre 2012: Partenza delle concorrenti.

## Risultati

### Piazzamenti
| Risultato finale   | Concorrente |
| ------------------ | --- |
| Miss Universo 2012 | - Stati Uniti - Olivia Culpo |
| 2ª classificata    | - Filippine - Janine Tugonon |
| 3ª classificata    | - Venezuela - Irene Esser |
| 4ª classificata    | - Australia - Renae Ayris |
| 5ª classificata    | - Brasile - Gabriela Markus |
| Top 10             | - Francia - Marie Payet - Messico - Karina González - Russia - Elizaveta Golovanova - Sudafrica - Melinda Bam - Ungheria - Ágnes Konkoly                     |
| Top 16             | - Croazia - Elizabeta Burg - India - Shilpa Singh - Kosovo - Diana Avdiu - Perù - Nicole Faverón - Polonia - Marcelina Zawadzka - Turchia - Çağıl Özge Özkul |

### Riconoscimenti speciali
| Riconoscimento        | Concorrente               |
| --------------------- | ------------------------- |
| Miss Congeniality     | - Guatemala - Laura Godoy |
| Miss Photogenic       | - Kosovo - Diana Avdiu    |
| Best National Costume | - Cina - Ji Dan Xu        |

## Giudici

### Finale
- Nigel Barker[3]
- Diego Boneta
- Scott Disick
- Brad Goreski
- Cee Lo Green
- Masaharu Morimoto
- Ximena Navarrete
- Pablo Sandoval
- Lisa Vanderpump
- Kerri Walsh

### Competizione preliminare
- Amy Sadowsky
- Beverly Frank
- Carlos Anaya
- Corinne Nicolas
- Crystle Stewart
- Duane Gazi
- Jimmy Nguyen
- Michael Greenwald

## Musiche di sottofondo
- Numero di apertura: Live While We are Young dei One Direction
- Sfilata in costume da bagno: Levels di Avicii
- Sfilata in abito da sera: Drive By e Shake Up Christmas dei Train (Performance dal vivo)[5]
- Sfilata finale della Top 5: Set It Off di Timomatic (Performance dal vivo)[6]

## Concorrenti
| Nazione/territorio        | Concorso di provenienza        | Candidata                | Età | Altezza | Residenza           |
| ------------------------- | ------------------------------ | ------------------------ | --- | ------- | ------------------- |
| Albania                   | Miss Albania                   | Adrola Dushi             | 22  | 1.79    | Rrëshen             |
| Angola                    | Miss Angola                    | Marcelina Vahekeni       | 21  | 1.82    | Luanda              |
| Argentina                 | Miss Argentina                 | Camila Solórzano         | 23  | 1.79    | Tucumán             |
| Aruba                     | Miss Aruba                     | Liza Helder              | 22  | 1.78    | Oranjestad          |
| Australia                 | Miss Australia                 | Renae Ayris              | 21  | 1.75    | Perth               |
| Bahamas                   | Miss Bahamas                   | Celeste Marshall         | 19  | 1.81    | Nassau              |
| Belgio                    | Miss Belgio                    | Laura Beyne              | 19  | 1.72    | Bruxelles           |
| Bolivia                   | Miss Bolivia                   | Yéssica Mounton          | 24  | 1.83    | Potosí              |
| Botswana                  | Miss Botswana                  | Sheillah Molelekwa       | 19  | 1.75    | Gaborone            |
| Brasile                   | Miss Brasile                   | Gabriela Markus          | 24  | 1.80    | Teotonia            |
| Bulgaria                  | Miss Bulgaria                  | Zhana Yaneva             | 23  | 1.78    | Blagoevgrad         |
| Canada                    | Miss Canada                    | Adwoa Yamoah             | 26  | 1.75    | Calgary             |
| Cile                      | Miss Cile                      | Ana Luisa König          | 22  | 1.77    | Santiago            |
| Cina                      | Miss Cina                      | Diana Xu                 | 22  | 1.80    | Shanghai            |
| Cipro                     | Miss Cipro                     | Ioánna Yiannakoú         | 19  | 1.85    | Pafo                |
| Colombia                  | Miss Colombia                  | Daniella Álvarez         | 23  | 1.74    | Manizales           |
| Corea del Sud             | Miss Corea                     | Lee Sung-hye             | 23  | 1.70    | Seul                |
| Costa Rica                | Miss Costa Rica                | Nazareth Cascante        | 21  | 1.72    | Alajuela            |
| Croazia                   | Miss Croazia                   | Elizabeta Burg           | 18  | 1.78    | Zagabria            |
| Curaçao                   | Miss Curaçao                   | Monifa Jansen            | 18  | 1.76    | Willemstad          |
| Danimarca                 | Miss Danimarca                 | Josefine Hewitt          | 19  | 1.75    | Esbjerg             |
| Ecuador                   | Miss Ecuador                   | Carolina Aguirre         | 19  | 1.78    | Guayaquil           |
| El Salvador               | Miss El Salvador               | Ana Yancy Clavel         | 20  | 1.73    | San Salvador        |
| Estonia                   | Miss Estonia                   | Natalie Korneitsik       | 23  | 1.75    | Harjumaa            |
| Etiopia                   | Miss Etiopia                   | Helen Getachew           | 22  | 1.76    | Addis Ababa         |
| Filippine                 | Miss Filippine                 | Janine Marie Tugonon     | 23  | 1.73    | Balanga             |
| Finlandia                 | Miss Finlandia                 | Sara Chafak              | 22  | 1.72    | Helsinki            |
| Francia                   | Miss Francia                   | Marie Payet              | 20  | 1.78    | Réunion             |
| Gabon                     | Miss Gabon                     | Channa Divouvi           | 21  | 1.77    | Libreville          |
| Georgia                   | Miss Georgia                   | Tamar Shedania           | 20  | 1.78    | Zugdidi             |
| Germania                  | Miss Germania                  | Alicia Endemann          | 23  | 1.75    | Amburgo             |
| Ghana                     | Miss Ghana                     | Gifty Ofori              | 24  | 1.73    | Accra               |
| Giamaica                  | Miss Giamaica                  | Chantal Zaky             | 24  | 1.76    | Kingston            |
| Giappone                  | Miss Giappone                  | Ayako Hara               | 24  | 1.70    | Miyagi              |
| Grecia                    | Miss Grecia Σταρ Ελλάς         | Vasiliki Tsirogianni     | 26  | 1.77    | Salonicco           |
| Guam                      | Miss Guam                      | Alyssa Cruz Aguero       | 24  | 1.80    | Barrigada           |
| Guatemala                 | Miss Guatemala                 | Laura Godoy              | 23  | 1,76    | Città del Guatemala |
| Guyana                    | Miss Guyana                    | Ruqayyah Boyer           | 22  | 1.79    | Linden              |
| Haiti                     | Miss Haiti                     | Christela Jacques        | 19  | 1.76    | Port-au-Prince      |
| Honduras                  | Miss Honduras                  | Jennifer Andrade         | 24  | 1.57    | Tegucigalpa         |
| India                     | Miss India                     | Shilpa Singh             | 23  | 1.74    | Mumbai              |
| Indonesia                 | Miss Indonesia                 | Maria Selena             | 21  | 1.76    | Semarang            |
| Irlanda                   | Miss Irlanda                   | Adrienne Murphy          | 22  | 1.73    | Clondalkin          |
| Isole Cayman              | Miss Isole Cayman              | Lindsay Japal            | 23  | 1.75    | George Town         |
| Isole Vergini Britanniche | Miss Isole Vergini britanniche | Abigail Hyndman          | 22  | 1.75    | Road Town           |
| Israele                   | Miss Israele                   | Lina Machola             | 18  | 1.78    | Haifa               |
| Italia                    | Miss Universo Italia           | Grazia Maria Pinto       | 24  | 1.77    | Catania             |
| Kosovo                    | Miss Kosovo                    | Diana Avdiu              | 19  | 1.74    | Pristina            |
| Libano                    | Miss Libano                    | Rina Chibany             | 21  | 1.78    | Beirut              |
| Lituania                  | Miss Lituania                  | Greta Mikalauskyte       | 19  | 1.74    | Šiauliai            |
| Malaysia                  | Miss Malesia                   | Kimberley Leggett        | 18  | 1.76    | Kuala Lumpur        |
| Mauritius                 | Miss Mauritius                 | Ameeksha Dilchand        | 24  | 1.74    | Port Louis          |
| Messico                   | Miss Messico                   | Karina González          | 20  | 1.77    | Guadalajara         |
| Montenegro                | Miss Montenegro                | Andrea Radonjić          | 18  | 1.76    | Podgorica           |
| Namibia                   | Miss Namibia                   | Tsakana Nkandi           | 22  | 1.79    | Windhoek            |
| Nicaragua                 | Miss Nicaragua                 | Farah Eslaquit           | 20  | 1.75    | La Concepción       |
| Nigeria                   | Miss Nigeria                   | Isabella Agbor Ayuk      | 26  | 1.80    | Calabar             |
| Norvegia                  | Miss Norvegia                  | Sara Nicole Andersen     | 20  | 1.70    | Oslo                |
| Nuova Zelanda             | Miss Nuova Zelanda             | Talia Bennett            | 23  | 1.73    | North Harbour       |
| Paesi Bassi               | Miss Paesi Bassi               | Nathalie den Dekker      | 22  | 1.68    | Amsterdam           |
| Panama                    | Miss Panamá                    | Stephanie Vander Werf    | 25  | 1.78    | Panama              |
| Paraguay                  | Miss Paraguay                  | Egni Eckert              | 24  | 1.82    | Luque               |
| Perù                      | Miss Perù                      | Nicole Faverón           | 24  | 1.83    | Iquitos             |
| Polonia                   | Miss Polonia                   | Marcelina Zawadzka       | 22  | 1.80    | Malbork             |
| Porto Rico                | Miss Porto Rico                | Bodine Koehler           | 19  | 1.83    | San Juan            |
| Regno Unito               | Miss Gran Bretagna             | Holly Hale               | 22  | 1.80    | Cardiff             |
| Rep. Ceca                 | Miss Repubblica Ceca           | Tereza Chlebovská        | 21  | 1.73    | Brno                |
| Rep. Dominicana           | Miss Repubblica Dominicana     | Dulcita Lieggi Francisco | 22  | 1.81    | Santo Domingo       |
| Romania                   | Miss Romania                   | Delia Monica Duca        | 26  | 1.80    | Bucarest            |
| Russia                    | Miss Russia                    | Elizaveta Golovanova     | 18  | 1.78    | Smolensk            |
| Saint Lucia               | Miss Santa Lucia               | Tara Carla Edward        | 24  | 1.80    | Gros Islet          |
| Senegal                   | Miss Senegal                   | Penda Ly                 |     |         |                     |
| Serbia                    | Miss Serbia                    | Branislava Mandic        | 20  | 1.78    | Čurug               |
| Singapore                 | Miss Singapore                 | Lynn Tan                 | 24  | 1.71    | Singapore           |
| Slovacchia                | Miss Slovacchia                | Ľubica Štepanová         | 24  | 1.75    | Prievidza           |
| Spagna                    | Miss Spagna                    | Andrea Huisgen           | 22  | 1.81    | Barcellona          |
| Sri Lanka                 | Miss Sri Lanka                 | Sabrina Herft            | 24  | 1.75    | Colombo             |
| Stati Uniti               | Miss USA                       | Olivia Culpo             | 19  | 1.66    | Cranston            |
| Sudafrica                 | Miss Sudafrica                 | Melinda Bam              | 22  | 1,70    | Pretoria            |
| Svezia                    | Miss Svezia                    | Hanni Beronius           | 21  | 1.74    | Göteborg            |
| Svizzera                  | Miss Svizzera                  | Alina Buchschacher       | 20  | 1.71    | Zurigo              |
| Tanzania                  | Miss Tanzania                  | Winfrida Dominic         | 19  | 1.75    | Dar es Salaam       |
| Thailandia                | Miss Thailandia                | Farida Waller            | 18  | 1.72    | Krabi               |
| Trinidad e Tobago         | Miss Trinidad e Tobago         | Avionne Mark             | 22  | 1.76    | San Juan            |
| Turchia                   | Miss Turchia                   | Çağıl Özge Özkul         | 23  | 1.81    | Ankara              |
| Ucraina                   | Miss Ucraina                   | Anastasia Chernova       | 20  | 1.77    | Charkiv             |
| Ungheria                  | Miss Ungheria                  | Ágnes Konkoly            | 24  | 1.72    | Budapest            |
| Uruguay                   | Miss Uruguay                   | Camila Vezzoso           | 18  | 1.74    | Artigas             |
| Venezuela                 | Miss Venezuela                 | Irene Esser              | 19  | 1.79    | Ciudad Bolívar      |
| Vietnam                   | Miss Vietnam                   | Luu Thi Diem Huong       | 22  | 1.75    | Ho Chi Minh         |

### Debutti
- Gabon
- Lituania

### Ritorni
- Ultima partecipazione nel 2009:
  -  Bulgaria[80]
  -  Etiopia
  -  Namibia
- Ultima partecipazione nel 2010:
  -  Norvegia

### Ritiri
- Egitto
- Isole Vergini Americane
- Kazakistan
- Portogallo
- Slovenia: L'organizzazione del principale concorso di bellezza nazionale, "Delo Revije" editrice di una rivista, ha perso la licenza per il franchise in seguito alla dichiarazione di bancarotta avvenuta nel 2011.[81]
- Turks e Caicos

### Sostituzioni
- Canada: Sahar Biniaz è stata sostituita da Adwoa Yamoah, la seconda classificata a Miss Universo Canada 2012, perché l'originaria vincitrice ha dovuto ritirarsi a causa di improvvise circostanze personali[82].
- Cipro: Ntaniella Kefala è stata sostituita da Ioánna Giannakoú, la terza classificata a Star Cyprus 2012 per ragioni riservate.
- Estonia: Kätlin Valdmets è stata sostituita da Natalie Korneitsik, la seconda classifica a Eesti Miss Estonia 2012 dato che Katlin non è in grado di viaggiare per partecipare.
- Francia: Delphine Wespiser è stata sostituita da Marie Payet, la terza classificata a Miss Francia 2012, dato che Delphine non può partecipare sia a Miss Universo che a Miss Francia 2013.
- Gabon: Marie-Noëlle Ada è stata sostituita da Channa Divouvi, la seconda classificata a Miss Gabon 2011 dato che Marie non può partecipare sia a Miss Universo che a Miss Gabon 2012
- India: Urvashi Rautela è stata sostituita da Shilpa Singh, la seconda classificata di I Am She 2012 e originariamente prevista per competere a Miss Globe International 2013 dato che Urvashi non soddisfa i requisiti di età previsti per partecipare al concorso.
- Nuova Zelanda: Avianca Böhm è stata sostituita da Talia Bennett dopo che le è stata respinta la sua richiesta di cittadinanza neozelandese.[50]
- Rep. Dominicana: Carola Durán è stata sostituita da Dulcita Lieggi dopo che la prima è stata detronizzata. L'organizzazione ha infatti scoperto che la Durán era una donna divorziata.[83]

### Designazioni
- Aruba: Liza Helder è stata nominata Miss Universo Aruba 2012 dopo che Marinus Wegereef ha acquistato il franchise ed è diventato il nuovo direttore nazionale di Miss Universo Aruba.
- Curaçao: Monifa Jansen era già stata scelta per rappresentare Curaçao nel 2011, ma non aveva potuto partecipare perché di età inferiore a quella richiesta dal regolamento.
- Danimarca: Josephine Hewitt è stata nominata Miss Universo Danimarca 2012 dopo che ha avuto luogo un casting.
- Germania: Alicia Endemann è stata nominata Miss Universo Germania 2012 da Kim Kotter, direttore nazionale di Miss Universo Germania.
- Haiti: Jacques Christela è stata nominata Miss Universo Haiti 2012 dopo che ha avuto luogo un casting.
- Lituania: Greta Mikalauskyte è stata nominata per rappresentare la Lituania. È la seconda classificata a Miss Lituania 2012.
- Paesi Bassi: Nathalie den Dekker è stata nominata Miss Universo Paesi Bassi 2012 da Kim Kotter, direttore nazionale di Miss Universo nei Paesi Bassi. Ha precedentemente partecipato a Miss Mondo 2012, dove si è posizionata nella Top 15.
- Perù: Nicole Faverón è stata nominata Miss Universo Perù 2012, è stata seconda classificata a Miss Perù 2011.
- Serbia: Brana Mandic è stata nominata per rappresentare la Serbia. È stata la terza classificata a Miss Serbia 2011.
- Vietnam: Luu Thi Diem Huong è stata nominata per rappresentare il Vietnam da Unicorp. Il permesso è stato garantito dal Ministro della Cultura del Vietnam, che autorizza le rappresentanze della nazione in eventi del genere.

### Crossover
Le concorrenti che hanno precedentemente partecipato ad altri concorsi:
Miss Mondo
- 2010:  Paraguay - Egni Eckert (Top 25)
- 2011:  Curaçao - Monifa Jansen
- 2011:  Isole Cayman - Lindsay Katarina Japal
- 2012:  Belgio - Laura Beyne
- 2012:  Paesi Bassi - Nathalie den Dekker (Top 15)
- 2012:  Russia - Elizaveta Golovanova
- 2013:  Libano - Rina Chibany
- 2013:  Namibia - Tsakana Nkandih

Miss International
- 2012:  Gabon - Channa Divouvi
- 2012:  Mauritius - Ameeksha Devi Dilchand (Miss Friendship)

Miss Terra
- 2008:  Argentina - Camila Solórzano Ayusa
- 2010:  Vietnam - Luu Thi Diem Huong (Top 14)

Miss Supranational
- 2010:  Paesi Bassi - Nathalie den Dekker
- 2011:  Ungheria - Ágnes Konkoly (Top 20)

Miss Tourism Queen International
- 2008:  Romania - Delia Duca (Top 20)
- 2011:  Montenegro - Andrea Radonjić

Miss Globe International
- 2008:  Romania - Delia Duca (Top 13)
- 2011:  Estonia - Natalie Korneitsik (Top 10)

Miss Intercontinental
- 2011:  Romania - Delia Duca

Miss United Nations
- 2012:  Romania - Delia Duca (Best model)

Miss Tourism International
- 2010:  Paesi Bassi - Nathalie den Dekker (Vincitrice)

Miss Teen International
- 2009:  Costa Rica - Nazareth Cascante (Vincitrice)

Miss Continente Americano
- 2013:  Haiti - Christela Jacques

Miss Atlántico Internacional
- 2009:  Costa Rica - Nazareth Cascante (2ª classificata)

Miss Italia nel mondo
- 2009:  Rep. Dominicana - Dulcita Lynn Lieggi Caraibi
- 2011:  Rep. Dominicana - Dulcita Lynn Lieggi

Reina Hispanoamericana
- 2010:  Paraguay - Egni Eckert (2ª classificata)
- 2011:  Bolivia - Yéssica Mouton Gianella (2ª classificata)
- 2012:  Uruguay - Camila Vezzoso

Nuestra Belleza Latina
- 2009:  Honduras - Jennifer Andrade (8ª classificata)

Miss Caraïbes Hibiscus
- 2009:  Argentina - Camila Solórzano Ayusa

Reinado Internacional del Transporte
- 2011:  Costa Rica - Nazareth Cascante (2ª classificata)

Ford Supermodel of the World
- 2009:  Perù - Nicole Faverón

Elite Model Look
- 2007:  Georgia - Tamar Shedania (finalista)

Supermodel Internacional
- 2012:  Romania - Delia Duca (Best model)